# Pobeda (aerolínea)
Pobeda (en ruso: Победа, «victoria» en español) es una aerolínea de bajo costo rusa con sede en Moscú. Es una de las filiales de Aeroflot, opera vuelos a destinos nacionales e internacionales. Su base principal es el Aeropuerto Internacional de Moscú-Vnúkovo.

## Historia

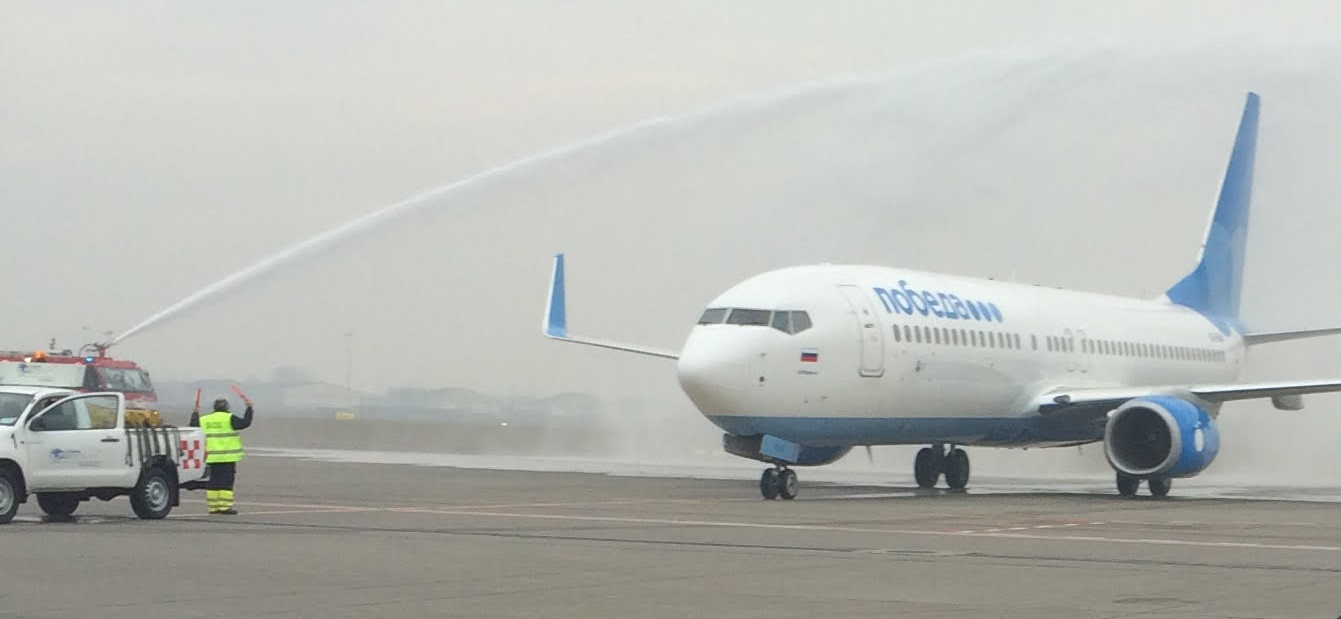
Llegada del primer vuelo de Pobeda al aeropuerto italiano de Orio al Serio, 21/12/2015

Fue registrada el 16 de septiembre de 2014, con Aeroflot como único accionista. Es el segundo intento de Aeroflot para formar una compañía de bajo coste, después de Dobrolet, que cesó operaciones en agosto de 2014. Pobeda recibió un certificado de operador aéreo el 11 de noviembre de 2014, y realizó su vuelo inaugural el 1 de diciembre del mismo año, desde Moscú-Vnúkovo a Volgogrado.

## Destinos
A febrero de 2018, la aerolínea opera y tiene previsto operar vuelos en las siguientes ciudades:

## Flota

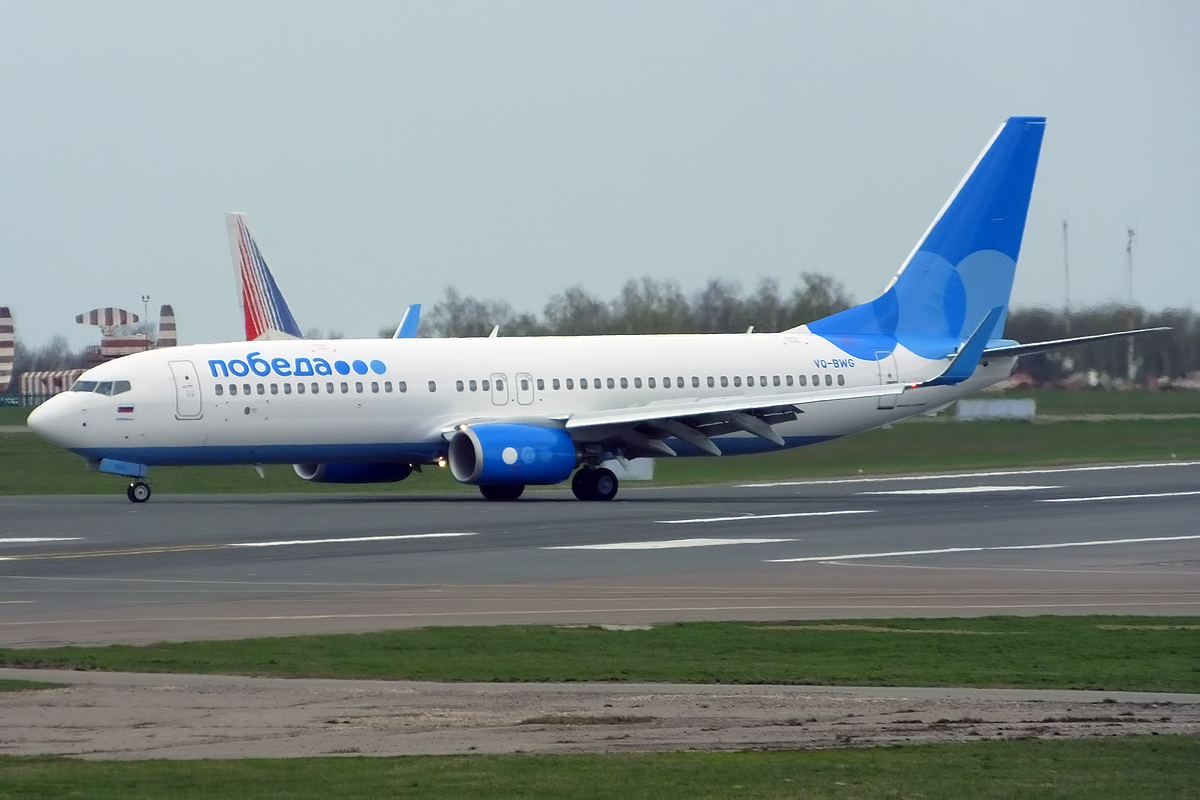
Boeing 737-800

La flota de Pobeda Airlines incluye las siguientes aeronaves (a marzo de 2024):
La Aerolínea posee a marzo de 2024 una edad promedio de: 6,8 años.